# Гессельбю-странд (станція метро)
59°21′41″ пн. ш. 17°49′57″ сх. д. / 59.361388888889° пн. ш. 17.8325° сх. д.
«Гессельбю-странд» (швед. Hässelby strand) — західна кінцева станція Зеленої лінії Стокгольмського метрополітену, обслуговується поїздами маршруту Т19.

## Історія
Станція відкрита 18 листопада 1958 року, як західна кінцева, продовження від «Гессельбю-горд». Відстань до станції «Слюссен» становить 18,6 км. Пасажиропотік станції у будні дні — 4300 осіб (2019).
Розташування: мікрорайон Гессельбю-странд, що є частиною району Гессельбю-Веллінгбю на заході міста Стокгольм.
Конструкція: наземна відкрита з однією острівною прямою платформою.
Оздоблення: у рамках проєкту «Мистецтво в стокгольмському метро» шлях доступу від вхідного павільйону до платформ у 2000 році був прикрашений кахельною мозаїкою художника Крістіана Партоса під назвою Teleportings. Станція зазнала реконструкцію у 2015 році. 